# Sự kiện truyền thông

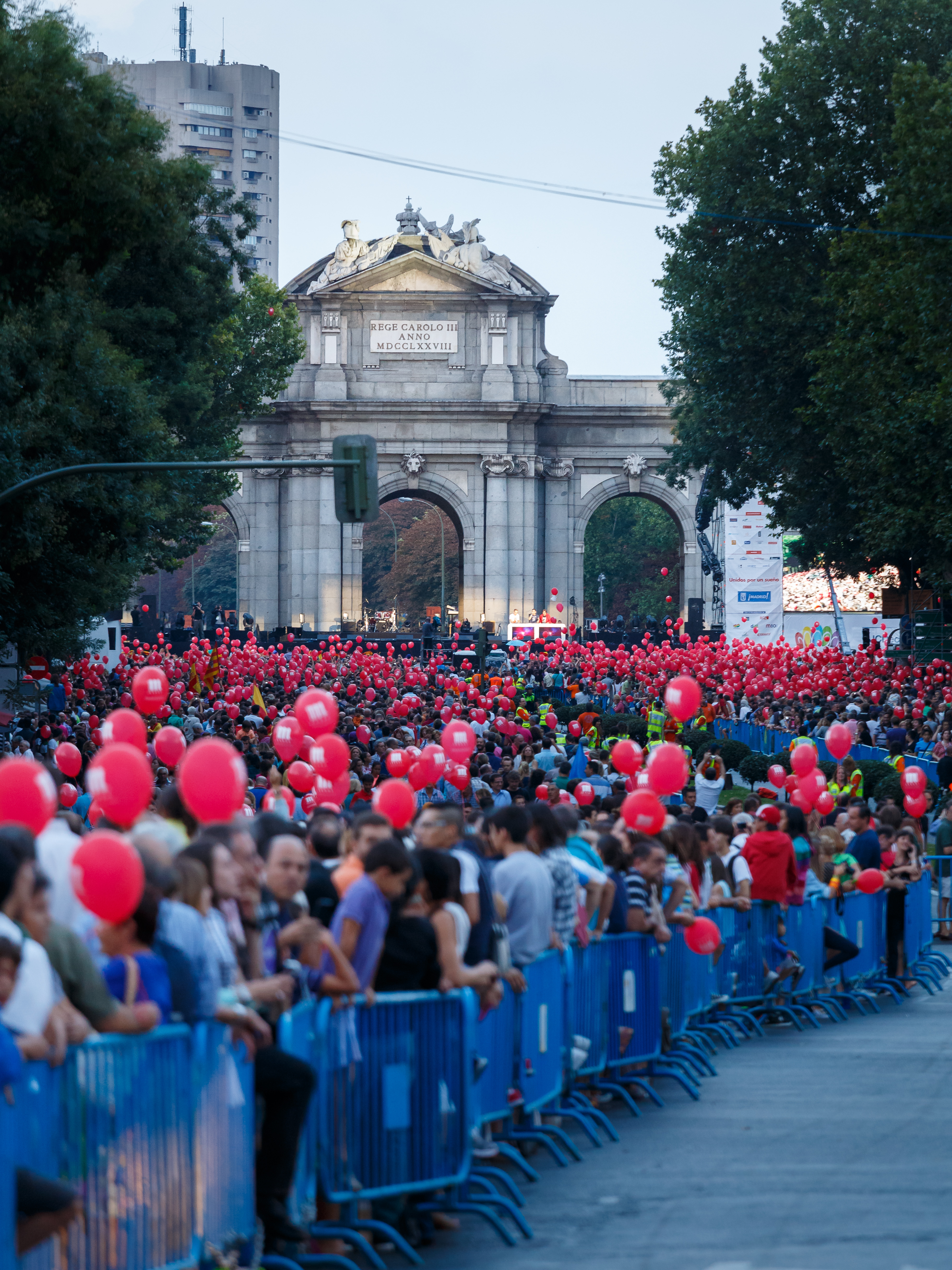
Một sự kiện tập trung đông người tại Madrid năm 2020

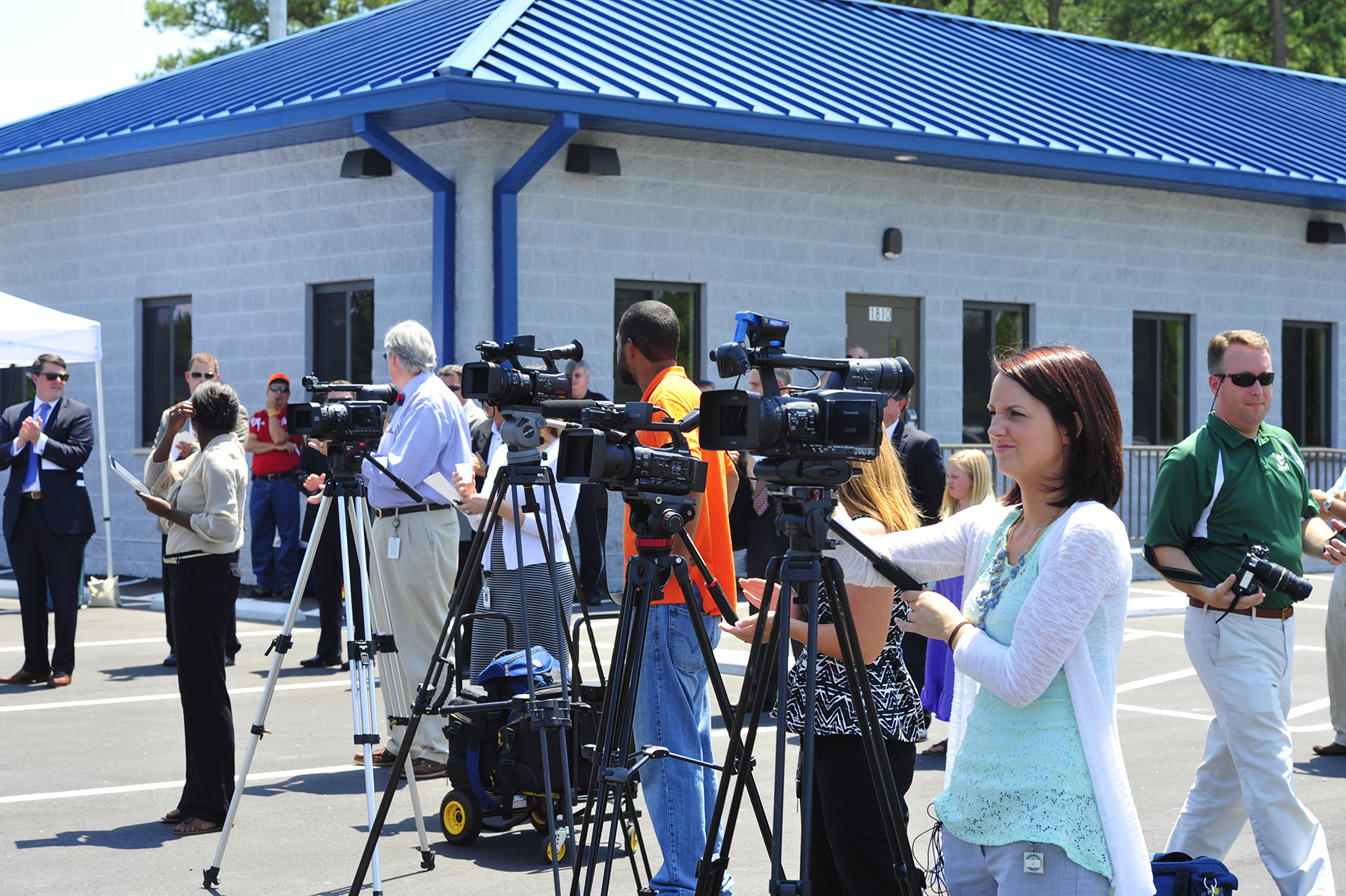
Cánh phóng viên báo chí đang tác nghiệp tại một sự kiện truyền thông

Sự kiện truyền thông (Media event) hay còn gọi là một sự kiện dàn dựng (Pseudo-event) là một sự kiện, hoạt động hoặc trải nghiệm thực tế được tổ chức ra nhằm mục đích tạo ra quảng cáo trên các phương tiện truyền thông. Sự kiện truyền thông cũng có thể là bất kỳ sự kiện nào được đưa tin trên phương tiện truyền thông đại chúng hoặc được tổ chức chủ yếu với mục đích nhắm đến phương tiện truyền thông. Trong nghiên cứu truyền thông, thì sự kiện truyền thông là một lý thuyết đã được nêu ra lần đầu tiên do công của các tác giả Elihu Katz và Daniel Dayan trong cuốn sách Sự kiện truyền thông: Phát sóng trực tiếp lịch sử xuất bản năm 1992. Các sự kiện truyền thông theo nghĩa này là các sự kiện nghi lễ có diễn biến tường thuật được phát sóng trực tiếp và thu hút một bộ phận lớn dân cư, cư dân mạng quan tâm, chẳng hạn như đám cưới hoàng gia hoặc đám tang người nổi tiếng. Những đặc điểm xác định của một sự kiện truyền thông là nó sẽ diễn ra ngay lập tức (tức là được phát sóng trực tiếp), được tổ chức, đạo diễn, dàn xếp bằng một thực thể phi truyền thông, có giá trị nghi lễ và kịch tính, được lên kế hoạch trước và tập trung vào một cá nhân, có thể là một người hoặc một nhóm nào đó.
Một cuốn sách xuất bản vào năm 2009 Sự kiện truyền thông trong thời đại toàn cầu đã cập nhật khái niệm này. Lý thuyết về các sự kiện truyền thông cũng đã được áp dụng vào phương tiện truyền thông xã hội, ví dụ như trong phân tích các dòng tweet về cuộc bầu cử ở Thụy Điển. Các sự kiện truyền thông có thể tập trung vào một thông báo, tin tức, một sự kiện ngày kỷ niệm, một cuộc họp báo hoặc các sự kiện được lên kế hoạch như các bài phát biểu, diễn văn, tâm thư hoặc biểu tình. Thay vì trả tiền cho giờ lên sóng quảng cáo, một phương tiện truyền thông hoặc sự kiện dàn dựng tìm cách khai thác quan hệ công chúng để thu hút sự chú ý của giới truyền thông và công chúng. Nhà lý thuyết Marshal McLuhan đã tuyên bố rằng sự kiện dàn dựng được coi là một sự kiện tách biệt với thực tế và chỉ đơn giản là để thỏa mãn nhu cầu của chúng ta về sự phấn khích và hứng thú liên tục đối với văn hóa công chúng. Những sự kiện này được "lên kế hoạch, gieo rắc hoặc kích động" chỉ để sau này được tái hiện lại nhiều lần.
Thuật ngữ "sự kiện ngụy tạo" hay sự kiện dàn dựng được nhà lý thuyết và nhà sử học Daniel J. Boorstin đặt ra trong cuốn sách xuất bản năm 1961 của ông. Khi phân biệt giữa sự kiện dàn dựng và sự kiện tự phát, Boorstin nêu các đặc điểm của sự kiện dàn dựng trong cuốn sách có tựa đề "Lịch sử che giấu" của mình. Ông nói rằng sự kiện dàn dựng có đặc điểm là: kịch tính, tái diễn, tốn kém, được lên kế hoạch tính toán sâu xa và mang tính xã hội. Nó gây ra các sự kiện giả khác và người ta phải biết về nó để được coi là "có hiểu biết". Một cuộc họp báo thường được tổ chức khi một tổ chức muốn các thành viên báo chí nhận được thông báo cùng lúc. Các sự kiện trực tiếp có thể bao gồm phỏng vấn, đặt câu hỏi và trình bày. Các cuộc họp báo này thường cung cấp ít thông tin về chủ đề hoặc không đạt được sự đồng thuận rõ ràng. Các sự kiện truyền thông như họp báo có thể được mong đợi, đặc biệt là trước, trong và sau các sự kiện thể thao. Hội thảo chính trị, các bài thuyết trình hoặc bài phát biểu được lên kế hoạch về thu nhập của công ty hoặc các vấn đề chính trị, là một hình thức sự kiện truyền thông. Sự kiện tôn vinh người nổi tiếng như lễ trao giải, sự kiện thảm đỏ và cơ hội chụp ảnh với người nổi tiếng đều được coi là một loại sự kiện truyền thông, trong đó sự kiện được dàn dựng nhằm mục đích đưa một câu chuyện đã chọn vào phương tiện truyền thông. Phát tán ảnh nóng cũng là một chiêu trò khi nó được tạo ra với mục đích rò rỉ thì đây là một dạng sự kiện giả vì mục đích của nó là thu hút sự chú ý của giới truyền thông. Biểu tình và sự kiện làm từ thiện cũng có thể được lên kế hoạch gần như chỉ nhằm mục đích thu hút sự chú ý của giới truyền thông về một vấn đề hoặc mục đích nào đó.